# Antifaschistisches Infoblatt
Das Antifaschistische Infoblatt (AIB) ist ein bundesweit erscheinendes Print-Magazin einer unabhängigen ehrenamtlich tätigen Redaktionsgruppe mit Sitz in Berlin. Es informiert seit 1987 über völkisch-nationalistische Ideologien sowie über rechte Zustände und Verfasstheit der Linken. Es informiert über Akteure, Organisationen und Infrastruktur des rechten Spektrums sowie über aktuelle Entwicklungen aus antifaschistischer Sicht.

## Selbstverständnis
Die Zeitschrift versteht sich als „Gegenöffentlichkeit“ und „antifaschistische Gegenwehr“. Die Redaktion geht davon aus, dass – so etwa während der bundesweiten Pogromwelle gegen Flüchtlinge in der ersten Hälfte der 1990er Jahre – in den Mainstreammedien politische Hintergründe ausgeblendet, autoritäre, nationalistische und rassistische Stimmungen in der Gesellschaft geleugnet und rechte Aktivitäten bagatellisiert werden. Diese Lücke möchte man schließen helfen. Zugleich sieht man sich als Vermittler und Plattform von Informationen, Konzepten, Kampagnen und inhaltlichen Debatten antifaschistischer Gruppen und Initiativen.
Sie enthält Berichte über die deutsche und europäische Geschichte, insbesondere der Zeit des Nationalsozialismus, über nationale und internationale Verbindungen und ideologische Gemeinsamkeiten von Nationalkonservativen, Rechtspopulisten und Neonazis sowie kontinuierliche Analysen dieses Gesamtspektrums. Neben den aktuellen Erscheinungsformen beschäftigt es sich auch mit dessen geistesgeschichtlichen Quellen und Bezügen. Umfangreiche Hintergrundartikel sollen gründlich recherchierte Informationen bieten, die „in kommerziell ausgerichteten Medien in dieser Ausführlichkeit“ nicht geboten würden.
Die Redaktionsgruppe gliedert sich in verschiedene Ressorts: „Braunzone“, „Geschichte“, „Gesellschaft“, „Rassismus“, „Repression“, „Diskussion“. 
Zu den Autoren gehören u. a.
- Markus End[4]
- Sebastian Friedrich
- Frances Henry,[5]
- Stefan Jacoby[6]
- Andreas Kemper
- Franz Josef Krafeld
- Dirk Laabs
- Rudolf Leiprecht
- Sebastian Lipp[7]
- Michael Plöse[8] Pro Asyl
- Harry Waibel
- Volker Weiß

Die Zeitschrift erscheint viermal jährlich und hat einen Umfang von um die 60 Seiten. Sie wird von einem ehrenamtlichen Redaktionskollektiv im Eigenverlag herausgegeben.

## Kooperationen
Als bundesweite Publikation arbeitet das AIB mit verschiedenen gleichgerichteten Medienprojekten und Archiven, mit Journalisten, Historikern und Aktivisten in Deutschland zusammen. Seit 1988 arbeitet es mit antifaschistischen Initiativen in Europa und Nordamerika zusammen und ist seit 2003 Mitglied im internationalen Netzwerk Antifa-Net, über das es mit antifaschistischen Initiativen in Europa, Asien und den USA verbunden ist.
Das Blatt kooperiert mit der Internetplattform Linksnet. Seine Informationsangebote werden innerhalb eines Meinungsspektrums rezipiert, das Repräsentanten dezidiert linker Positionen, journalistische Rechercheure und Autoren, die Gewerkschaft ver.di, den Studenten- und Nachwuchswissenschaftlerzusammenschluss „Engagierte Wissenschaft“ (EnWi e. V.) der Universität Leipzig, etablierte universitäre Fachwissenschaftler oder lokale Bürgerinitiativen wie die Bündnisinitiative „Leipzig – Stadt für alle“ umfasst. Eine Studie der Bertelsmann Stiftung sieht im AIB neben den Antifaschistischen Nachrichten eine von zwei nennenswerten deutschen Publikationen innerhalb eines internationalen Netzwerks von antifaschistischen und antirassistischen NGOs.
Es ist gemeinsam mit searchlight (Großbritannien) und enough is enough Herausgeber zweier Buchpublikationen, die sich mit speziellen Aspekten des Rechtspopulismus und der radikalen Rechten beschäftigen: Rechtspopulismus kann tödlich sein! und White Noise. Rechts-Rock, Skinhead-Musik, Blood & Honour. Die zweite Publikation wurde weit über die engere Leserschaft des AIB hinaus bis hin zur Neuen Zürcher Zeitung positiv aufgenommen.

## Rezeption
Von vielen politikwissenschaftlichen Autoren des Themenbereichs Extremismus der Mitte, Rechtspopulismus und Neonazismus wird die Expertise des AIB für ihre Studien verwendet. Niederschlag finden die Rechercheergebnisse des AIB auch im Qualitätsjournalismus. Es wird als „Alternativmedium“ zum Mainstream wahrgenommen.
Der Politikwissenschaftler Armin Pfahl-Traughber wertet das AIB als „einschlägiges Publikationsorgan“ des Linksextremismus innerhalb des Handlungsfelds „Antifaschismus“.
2002 wurde das AIB in einer Broschüre der baden-württembergischen Verfassungsschutzbehörde über „Antifaschismus als Aktionsfeld von Linksextremisten“, eingeordnet unter „Formen linksextremistischer Antifaschismusarbeit - legaler Antifaschismus“ erwähnt.